# Ranunculus abchasicus
Ranunculus abchasicus är en ranunkelväxtart som beskrevs av Josef Franz Freyn, Somm. och Levier. Ranunculus abchasicus ingår i släktet ranunkler, och familjen ranunkelväxter. Inga underarter finns listade i Catalogue of Life.